# Jacksontown
Jacksontown es un lugar designado por el censo ubicado en el condado de Licking en el estado estadounidense de Ohio. En el Censo de 2020 tenía una población de 402 habitantes y una densidad poblacional de 114,53 habitantes por km². Fue incluido como CDP en el censo de 2020.

## Geografía
Jacksontown se encuentra ubicado en las coordenadas 39°57′38″N 82°24′47″O / 39.96056, -82.41306. Según la Oficina del Censo de los Estados Unidos,  tiene una superficie total de 3,51 km², de la cual 3,47 km² corresponden a tierra firme y 0,04 km² a agua.